# The Sims Bustin' Out
The Sims Bustin' Out là phần thứ hai trong dòng game hệ máy console The Sims và là phiên bản The Sims đầu tiên không phát hành trên PC. Game có cùng một môi trường và engine 3D như các phiên bản tiền nhiệm, tuy có thêm vào một số tính năng từ những bản mở rộng của The Sims: The Sims: Hot Date, The Sims: Superstar và The Sims: Livin' Large. Bustin' Out được phát hành cho Game Boy Advance, GameCube, PlayStation 2, Xbox và N-Gage vào quý IV năm 2003. Đúng như tên gọi của trò chơi, cư dân Sims có thể rời khỏi nhà để đi thăm những địa điểm khác như Shiny Things Lab hoặc Casa Caliente. Game có hai chế độ: Bust Out Mode gồm lối chơi dựa theo nhiệm vụ và Freeplay Mode gồm lối chơi kết thúc mở phần nhiều giống với bản gốc The Sims trên PC. Phiên bản PlayStation 2 còn bổ sung tùy chọn chơi trực tuyến thế nhưng đã bị đóng cửa vào ngày 1 tháng 8 năm 2008, cùng ngày đóng cửa The Sims Online.

## Lối chơi
Trong phiên bản console, Malcolm Landgraab đang đi xung quanh khu phố của mình, ăn cắp đồ vật để chi trả tiền thuê nhà chưa thanh toán. Mục tiêu của người chơi là phải hoàn thành từng chặng đường sự nghiệp, mở khóa và mua lại nhiều tài sản của tất cả mọi người, và trở nên đủ giàu có để tống cổ Malcolm ra khỏi biệt thự của hắn và di chuyển Sim của mình vào trong. Phiên bản Game Boy Advance và N-Gage đặt Sim của người chơi tại một nơi gọi là "SimValley" trong kỳ nghỉ hè. Giống như phiên bản console, phiên bản GBA/N-Gage có lối chơi dựa trên mục tiêu mỗi khi người chơi hoàn thành một loạt các nhiệm vụ mà trò chơi cho phép tiến hành. Trong phần này không có mở khóa đồ trang trí nội thất. Thay vào đó, người chơi phải hoàn thành tất cả các nhiệm vụ để mở khóa những ngôi nhà mới.
Rời khỏi quá trình lựa chọn "trỏ và nhấn" từng được sử dụng trong tất cả các bản Sims, phiên bản này cho phép người dùng kiểm soát Sim của họ một cách trực tiếp, qua việc sử dụng nút bấm điều khiển của GBA. Trong cả hai phiên bản, có những địa điểm khác nhau mà Sims có thể viếng thăm trong suốt quá trình chơi game. Khi Sims đi tới đâu thì sẽ mở ra các khu vực mới trong game. Trong phiên bản GBA, những trò mini-game mới có thể được mở khóa tại các khu vực nhất định. Trong phiên bản N-Gage, những trò mini-game mới (việc làm cho các Sims) được mở khóa dần dần khi người chơi hoàn thành các nhiệm vụ nhất định. Ngoài ra, Sims còn có thể thu thập ba cuộn phim từ các địa điểm khác nhau và việc chơi các game cổ điển như Snakes trên điện thoại di động của Sims chưa có trong bản này cho đến lúc The Sims 3 ra đời.

## Chơi trực tuyến
Độc quyền cho phiên bản PlayStation 2 là có thêm tính năng chơi trực tuyến miễn phí gọi là "Online Weekend" tương tự như The Sims Online. Chế độ này cho phép người chơi tiếp cận cả mục chơi tự do và phần chơi theo cốt truyện với những người chơi khác và trò chuyện bằng cách sử dụng bàn phím USB trên PS2. Máy chủ dành cho trò chơi đã bị đóng cửa vào ngày 1 tháng 8 năm 2008, cùng ngày đóng cửa The Sims Online, với lý do là game này khó lòng mà chơi trực tuyến nổi.

## Đón nhận
The Sims Bustin' Out nhận được phần đánh giá tích cực. Website tập hợp các bài đánh giá là GameRankings và Metacritic đã chấm cho phiên bản PlayStation 2 số điểm 83.44% và 81/100, phiên bản GameCube với số điểm 80.76% và 81/100, phiên bản Xbox với số điểm 79.42% và 81/100, phiên bản N-Gage với số điểm 78.59% và phiên bản Game Boy Advance với số điểm 77.87%.